# Зроблено в Безодні
Зроблено в Безодні (яп. メイドインアビス, Meido in Abisu) — манґа Акіхіто Цукуші про дівчинку, яка починає дружити зі знайденим нею людиноподібним роботом і спускається з ним у Абіс (Безодню) у пошуках своєї матері. Публікується в онлайн-журналі Takeshobo Web Comic Gamma з 2012 року. На основі манґи студією Kinema Citrus створено аніме, перший сезон якого демонструвався з 7 липня по 29 вересня 2017 року. 17 січня 2020 року в прокат вийшов фільм з продовженням історії — Made in Abyss: Dawn of the Deep Soul. Влітку 2022 року транслювався другий сезон аніме, що є продовженням фільму, і має назву Made in Abyss: The Golden City of the Scorching Sun.
З червня 2023 року видається в Україні видавництвом Наша Ідея.

## Сюжет
Історія зосереджена на дівчині-сироті Ріко, яка живе в місті Орт на острові у морі Беолуска. Місто збудоване навколо гігантської діри, яку називають Абісом (Безоднею). Безодня приховує артефакти та залишки минулої цивілізації, а тому є популярним місцем серед шукачів пригод, які здійснюють небезпечні спуски в яму, щоб знаходити і виносити на поверхню цінні реліквії. Проте повернення з Абіса супроводжується Прокляттям Абіса — смертельною хворобою, що проявляється при піднятті. Чим глибше опускаєшся, тим гіршими будуть наслідки прокляття. Легендарні дослідники печери (або печерні нальотчики) заробляють титул Білого свистка (однією з таких є мати Ріко, Лайза).
Мета Ріко — йти слідами своєї матері і з'ясовувати таємниці Абіса (Безодні). Одного разу вона досліджує печери і виявляє робота, який нагадує людського хлопчика. Пізніше Ріко отримує предмети, надіслані Лайзою з глибин, серед яких і записка з закликом до зустрічі. Тоді Ріко прощається зі своїми друзями і разом із Реґом (так вона назвала робота) вирушає на дно Абісу на пошуки матері, незважаючи на усвідомлення того, повернення є неможливе.

## Персонажі
Ріко (яп. リコ)
Сейю: Мію Томіта
12-річна проблемна дівчинка, яка прагне наслідувати маму — легендарну Лайзу Руйнівницю, яка десять років тому зникла в Абісі. Ріко навчається у сиротинці Белчеро, має ранг Червоного свистка.
Реґ (яп. レグ, Regu)
Сейю: Марія Ісе
Роботизований хлопчик. Не пам'ятає минулого. Ім'я Реґ йому дала Ріко. Його механічні руки здатні видовжуватися та стріляти енергетичним променем.
Наначі (яп. ナナチ)
Сейю: Шіорі Ідзава
Порожнистий, схожий на кролика. У дитинстві Наначі відправили на шостий рівень Абіса, через що вона втратила людську подобу. Приєднується до Ріко та Реґа у їхній подорожі.

## Аніме
Про аніме адаптацію було оголошено у грудні 2016 року. 13 епізодів серіалу виходили з 7 липня по 29 вересня 2017 на AT-X, Tokyo MX, TV Aichi, SUN, KBS Kyoto, TVQ, Saga TV і BS11. Останній епізод тривав одну годину. Режисером серіалу став Масаюкі Коджіма, сценаристом — Хідеюкі Курата. Австралійський композитор Кевін Пенкін написав саундтрек для аніме. Мію Томіта та Марія Іссе (сейю персонажів Ріко та Реґа відповідно) виконали як тему опенінґу «Deep in Abyss», так і тему ендінґу «Tabi no Hidarite, Saihate no Migite», останню разом із Шіорі Ідзавою (Наначі). Продовження було анонсоване у листопаді 2017 року.

### Список епізодів
1. Місто великої безодні
2. Фестиваль відродження
3. Відправлення
4. Край безодні
5. Спалювач
6. Пошуковий табір
7. Непохитна володарка
8. Підготовка до виживання
9. Великий розлом
10. Отрута та прокляття
11. Наначі
12. Істинна природа прокляття
13. Ті, хто кинули виклик